# Ильменский глинт
И́льменский глинт (дат. klint — обрыв, уступ) — природное образование, геологический памятник, расположенный на территории Шимского и Старорусского районов Новгородской области в западной части южного берега озера Ильмень, между дельтами рек Ловать и Шелонь.

## Описание
На этом участке берег озера представляет собой высокий обнажённый обрыв-уступ, обращённый срезом на север, северо-восток. Протяжённость глинта 8 км, наибольшая высота — до 15 метров — на участке между деревней Коростынь и деревней Пустошь. Распространяясь далее на восток, уступ понижается и, в итоге, сходит на нет. Через глинт, в районе деревни Устрека, прорезается река Псижа и ручей Саватейка. Оба впадают в озеро Ильмень.
Ильменский глинт является самым протяжённым обнажением морского девона на Русской равнине и представляет собой уникальный геологический музей.
Прибойная волна в сочетании с погодными условиями постепенно обнажают спластованные породы: на западе — это глины, восточнее — над ними появляются пески и далее — разнородные известняки. Разломы в стенке известняков образованы ледником четвертичного периода, который, надвигаясь с севера, переместил в эту местность довольно крупные (до 2 м) валуны кристаллических пород.
Юго-западный берег обнажает пласты, нижняя часть которых состоит из так называемых ильменских слоёв, толщина которых в отдельных местах достигает 10—15 метров. Их составляют голубовато-зеленая с красным тонкослоистая глина и белый песок с остатками древней флоры и фауны. В песках встречаются обломки костей древнейших рыб, остатки раковин брахиопод и скорлупки харовых водорослей. Все они представляют собой прибрежные отложения позднедевонского моря. В глинах довольно широко представлена глубинная морская фауна.
В обнажениях у реки Псижа хорошо выражены тонкослоистые красные и плотные кристаллические желтовато-бурые известняки. Они составляют верхнюю часть Ильменского глинта и называются бурегскими слоями по имени близлежащей деревни Буреги.
В бурегских слоях также можно найти множество остатков богатой фауны древних беспозвоночных — брахиопод, двустворок, брюхоногих моллюсков.

## История исследования
Все перечисленные особенности данного геологического формирования, а также выходы на поверхность соляных и минеральных источников привлекали в своё время внимание таких учёных как академик И. Г. Леман (1719—1767) — химик и геолог, первым обратившийся к исследованию Ильменского глинта. В 1779 году академик Эрик Лаксман анализировал известные данные и пришёл к выводу, что в доисторические времена данная местность могла быль частью озера или морского залива. В XIX веке академик В. М. Северин подробно описал юго-западный берег озера Ильмень. Путешествия академика Н. Я. Озерецковского в 1805 году вошли в научно-краеведческий труд «Путешествие академика Н. Озерецковского по озерам Ладожскому, Онежскому и вокруг Ильменя». В 1840-х годах исследование Ильменского глинта занимался также горный офицер, подполковник (в будущем — академик) Г. П. Гельмерсен. Он определил формации Ильменского глинта как девонские отложения. В 1849 году шотландец Родерик Импи Мурчинсон, член Санкт-Петербургской Академии наук составил описание и определитель большинства окаменелостей, которые встречаются в ильменских известняках.

## Охрана геологического памятника
В 1962 году выездная сессия Академии Наук СССР приняла решение считать Ильменский глинт природным памятником, подлежащим охране государства.
Согласно этому статусу, любые работы, которые могут разрушить или изменить сформировавшийся ландшафт в описанном районе, запрещены. Тем не менее, в канале реки Псижа во второй половине XX века была организована карьерная добыча известняка, который затем использовался на строительство сельских дорог. Это нанесло геологическому памятнику непоправимый урон.
Кроме ценности самого геологического формирования в пределах памятника обнаружен целый ряд редких и охраняемых видов растений. В частности — орхидных, а также выход на поверхность пресных и минеральных источников.
На территории Ильменского глинта запрещены так же все сельскохозяйственные, землеустроительные и строительные работы. Кроме государственного надзора, памятник находится под пристальным вниманием новгородских экологов. С 2001 года он относится к Особо охраняемым природным территориям (ООПТ).
Доступность геологического памятника позволяет приобщать к изучению детей, студентов, использовать его как туристический объект.